# Жан Паспарту
Жан Паспарту (фр. Jean Passepartout, [ʒɑ̃ paspaʁtu]) — вымышленный персонаж романа Жюля Верна «Вокруг света за восемьдесят дней», опубликованного в 1872 году. Он французский камердинер английского главного героя романа Филеаса Фогга. Его фамилия переводится как "отмычка", буквально как «ходит везде». Его также можно понимать как игру с английским словом «паспорт» или его французским эквивалентом «паспорт».

## Вымышленная биография
В начале романа Паспарту был только что нанят Филеасом Фоггом после того, как 2 октября 1872 года в двадцать восемь минут девятого предыдущий камердинер Фогга не соответствовал его строгим стандартам. Паспарту, который прожил нерегулярную и много путешествовавшую жизнь, с нетерпением ждет спокойной работы, поскольку Фогг известен своими регулярными привычками, которые никогда не уводят его дальше, чем в Клуб реформ.
По иронии судьбы, в первый рабочий день Паспарту Фогг заключает пари со своими друзьями в Клубе, что он сможет совершить кругосветное путешествие за 80 дней, и Паспарту обязан его сопровождать. Помимо пари, у камердинера есть дополнительный стимул быстро завершить путешествие: он оставил горящий газовый фонарь в своей комнате, и полученный расход на потраченный бензин будет вычтен из его зарплаты.
В путешествии Паспарту играет решающую роль в приключениях Фогга, таких как спасение молодой женщины по имени Ауда от принудительного сати и становление другом Фикса, полицейского детектива, который подозревает Фогга в ограблении банка. Паспарту узнает о подозрениях Фикса, но держит их при себе, поскольку считает, что у Фогга уже достаточно поводов для беспокойства относительно своей ставки, и приходит к подозрению, что Фогг, возможно, совершил преступление, учитывая экстраординарные расходы, которые его хозяин тратит в самые отчаянные моменты поездки. Однако из-за его молчания Фогг и Фикс никогда не имеют возможности обсудить дело на нейтральной территории, и Фикс арестовывает Фогга, как только они возвращаются в Англию. Это критически задерживает Фогга, прежде чем его реабилитируют, и компания прибывает в Лондон, казалось бы, слишком поздно и оставляет Паспарту в почти самоубийственном отчаянии из-за его глупости.
На следующий день дома Ауда предлагает Фоггу помочь ему в предстоящей тяжелой жизни. В поисках министра, чтобы поженить пару, Паспарту обнаруживает, что дата на день раньше, чем он думал, из-за того, что группа отправилась на восток через международную линию перемены дат. Как только Фогг узнает об ошибке, он мчится в Клуб реформ и прибывает как раз вовремя, чтобы выиграть пари.
Фогг женится на Ауде, Паспарту отдает невесту и делит чистую выручку от поездки между Паспарту и Фиксом, но не без вычета стоимости использования газового фонаря из доли Паспарту.
Персонаж Паспарту служит нескольким целям в повествовании — как персонаж точки зрения для французских читателей Верна и как комическое облегчение, как в его реакции на странные места и события, с которыми он сталкивается, так и в склонности попасть в ловушку, быть похищенным, или, по крайней мере, один раз, оставленный позади.

## Другие появления
В романе Филипа Хосе Фармера 1973 года «Другой журнал Филеаса Фогга» Паспарту — это просто кодовое имя. Как и Филеас Фогг, Паспарту на самом деле является агентом эриданцев, расы инопланетян, скрывающихся на Земле и выступающих против капелланцев, чьими слугами являются капитан Немо и профессор Мориарти.
В романе Кевина Дж. Андерсона 2002 года «Капитан Немо: фантастическая история темного гения» он является одним из официальных лиц, захваченных Робуром во время Крымской войны, вместе с капитаном Немо и Сайрусом Смитом.

## Экранизации

### Фильм
В киноверсии 1919 года «Вокруг света за восемьдесят дней» Паспарту сыграл Юджен Рекс.
В киноверсии 1956 года «Вокруг света за 80 дней» Паспарту сыграл актёр Кантинфлас.
В более свободно адаптированной версии фильма 2004 года «Вокруг света за 80 дней» Паспарту был китайским беглецом, настоящее имя которого Лау Син, взявшим это имя, чтобы избежать задержания британскими властями. Его сыграл Джеки Чан.

### Телевидение
В мультсериале 1972 года его озвучил Росс Хиггинс. В этой версии была домашняя обезьяна по имени Тото.
В анимационной адаптации 1981 года «Вокруг света с Вилли Фогом», в которой актёры изображены как антропоморфные животные, Паспарту переименован в Ригадон (хотя в некоторых переводах его зовут Паспарту), и акцент делается на его прошлом как бывшего артиста цирка, следовательно, его желание уйти от образа жизни, предполагающего много путешествий. Эта адаптация также украшает Ригадона компаньоном в лице и его друга Тико, его партнера по цирку, предлагая персонажу кого-то, с кем он может взаимодействовать на своем уровне. Ригадона озвучил Кэм Кларк в дублированной английской версии сериала.
В телевизионном мини-сериале 1989 года «Вокруг света за 80 дней» роль исполняет Эрик Айдл.